# Kepler-35 (AB)b
Kepler-35 (AB)b è un pianeta extrasolare che orbita attorno alla stella binaria Kepler-35, distante 5400 anni luce dal sistema solare. La scoperta è stata annunciata l'11 gennaio 2012 tramite il metodo del transito grazie alle osservazioni del telescopio Kepler. Contemporaneamente è avvenuta anche la scoperta di un altro sistema simile, Kepler-34 (AB)b.
Questa nuova scoperta si aggiunge a quella di Kepler-16 (AB)b, e conferma che l'esistenza di pianeti circumbinari, così come immaginato nella saga di Star Wars con Tatooine, siano nella norma.

## Caratteristiche
Il pianeta ha le dimensioni paragonabili a quelle di Saturno ed orbita in un periodo di 131 giorni attorno alla meno luminosa delle 2 stelle che compongono il sistema, ad una distanza di circa 0,60 U.A., mentre le 2 stelle ruotano una attorno all'altra in un periodo di 21 giorni.